# BlueJ
BlueJ ist eine integrierte Entwicklungsumgebung für Java, die speziell für Ausbildungszwecke konzipiert wurde. Insbesondere das Vermitteln von Zusammenhängen in der objektorientierten Programmierung steht im Mittelpunkt des Systems.
Dem Benutzer stehen zur Programmierung ein Fenster mit einem verkürzten UML-Klassendiagramm und ein Texteditor mit Syntaxhervorhebung und Autovervollständigung zur Verfügung. Im Klassendiagramm kann der Benutzer Klassen erstellen und Assoziationen zwischen diesen schaffen. Änderungen am Diagramm wirken sich sofort auf den Quelltext aus und umgekehrt.
BlueJ stellt eine Laufzeitumgebung für einzelne Objekte bereit einschließlich Ein- sowie Ausgabefenster für Methoden. Nach dem Kompilieren kann der Benutzer Objekte der Klassen erstellen, öffentliche Methoden am Objekt aufrufen und die Belegung der Objektvariablen beobachten. Dabei können einzelne Objekte genutzt werden auch ohne ein vollständiges Java-Programm angeben zu müssen.
BlueJ kann kostenlos von der Homepage bezogen werden und ist unter der GNU-GPL-Lizenz (GPLv2) benutzbar.

## Geschichte
Die Entwicklung von BlueJ wurde 1999 von Michael Kölling und John Rosenberg an der Monash University in Melbourne begonnen, als Nachfolger ihrer Programmiersprache Blue.
Seit März 2009 ist BlueJ eine Freie Software, welche unter GPLv2 steht. Das Logo geht auf den Blauhäher, im Englischen Blue Jay, zurück.
Die Entwicklungsumgebung selbst ist in Java programmiert und läuft auf javafähigen Betriebssystemen (beispielsweise Windows, macOS und Linux) mit jeweils aktueller Java Virtual Machine und einem installierten JDK.
Das Projekt wird am King’s College London weiterentwickelt.
Mit Version 4.0 vom 8. März 2017 bietet BlueJ Unterstützung für Git und Stride, eine eigene Programmiersprache.

## Funktionen
- Das Klassendiagramm wird grafisch dargestellt und nach jedem Kompiliervorgang aktualisiert
- Angezeigt werden Vererbungen und Beziehungen
- Jedes Objekt kann „inspiziert“ werden, d. h. der Zustand der Variablen betrachtet werden
- Funktionen können direkt auf einem Objekt aufgerufen werden
- Codevervollständigung
- Unterstützung von Javadoc
- Unterstützung von Versionenverwaltung (Git und SVN)[6]

BlueJ kann zur Entwicklung konventioneller Java-Programme mit Main-Methode und JavaFX-Programmen verwendet werden.
Einige der Funktionen sind bewusst standardmäßig versteckt bzw. inaktiv, um trotz der Funktionsvielfalt eine übersichtliche Oberfläche zu ermöglichen.

## Erweiterungen
BlueJ bietet eine API für Erweiterungen an. Erweiterungen existieren (und sind frei verfügbar) für, unter anderem, erweiterte UML-Darstellung, PMD-Integration, Codeformatierung, Projektabgabe für Lehrkontexte, Checkstyle, Lego Mindstorms NXT, Eliot, GUI Programming und mehr.
BlueJ-Projekte können leicht in NetBeans-Projekte konvertiert werden, und beide IDEs sind kompatibel (sie können gleichzeitig mit einem Projekt genutzt werden).